# E74
La E74 és una ruta europea que comença a Niça (França) i finalitza a Alessandria (Itàlia). Té una longitud de 246 km. Té una orientació d'est a oest i passa per les ciutats de Niça, Cuneo, Asti i Alessandria.